# Interxion
Interxion est un fournisseur européen de services de centres de données de colocation neutres vis-à-vis des opérateurs Télécom et des fournisseurs de cloud. Son siège social est situé à Amsterdam.
L'entreprise fournit de l’espace, de la puissance électrique, du refroidissement et de la sécurité physique à ses clients, pour leur permettre d'héberger leur réseau informatique, leurs infrastructures IT et de stockage, et de se connecter à des fournisseurs de services, de cloud, opérateurs de connectivité, etc.
Interxion gère 41 centres de données dans 11 pays européens, avec des implantations à Londres, Amsterdam, Dublin, Paris, Marseille, etc.

## Historique
En octobre 2015, le tribunal administratif de Montreuil annule, l’arrêté préfectoral de 2013 autorisant l’exploitation du centre de données de la rue Râteau à La Courneuve dans la région Île-de-France. Cette décision est notamment motivée par l'absence d'analyse des nuisances sonores dans l'étude d'impact de 2012 alors que le centre de données est implanté à côté d'une zone d'habitation. L’arrêté préfectoral du 29 octobre 2015 a confirmé la poursuite d’activité du centre de données PAR7 de La Courneuve, arrêté pris après avis de l’inspection des installations classées, « l’absence d’atteinte grave à l’environnement ou à la sécurité » ayant été relevée. Interxion a engagé lundi 2 novembre 2015 la demande de régularisation de la situation administrative de son centre de données.

## Clients
Parmi les clients de cette entreprise figurent des pouvoirs publics, des entreprises, des intégrateurs système, des FAI, des entreprises de la finance et des télécommunications, des points d’Interconnexion Internet, des plates-formes de cloud, des entreprises des médias, des manufactures et des prestataires d’hébergement.

## Implantations européennes
- Vienne, Autriche
- Zaventem, Belgique
- Copenhague, Danemark
- Paris, sept centres[7]
- Frankfurt, Allemagne
- Dublin, Irlande
- Amsterdam, Pays-Bas
- Madrid, Espagne
- Kista, Suède
- Glattbrugg, Suisse
- Londres, Royaume-Uni
- Marseille, France